# Dyschoriste crenulata
Dyschoriste crenulata är en akantusväxtart som beskrevs av Clarence Emmeren Kobuski. Dyschoriste crenulata ingår i släktet Dyschoriste och familjen akantusväxter. Inga underarter finns listade i Catalogue of Life.